# Mimon (geslacht)
Mimon is een geslacht van zoogdieren uit de familie van de bladneusvleermuizen van de Nieuwe Wereld (Phyllostomidae). De wetenschappelijke naam van het geslacht werd in 1847 gepubliceerd door John Edward Gray.

## Soorten
Er worden 2 soorten in dit geslacht geplaatst:
- Mimon bennettii (J. E. Gray, 1838)
- Mimon cozumelae E. A. Goldman, 1914